# Grzęda Sokalska

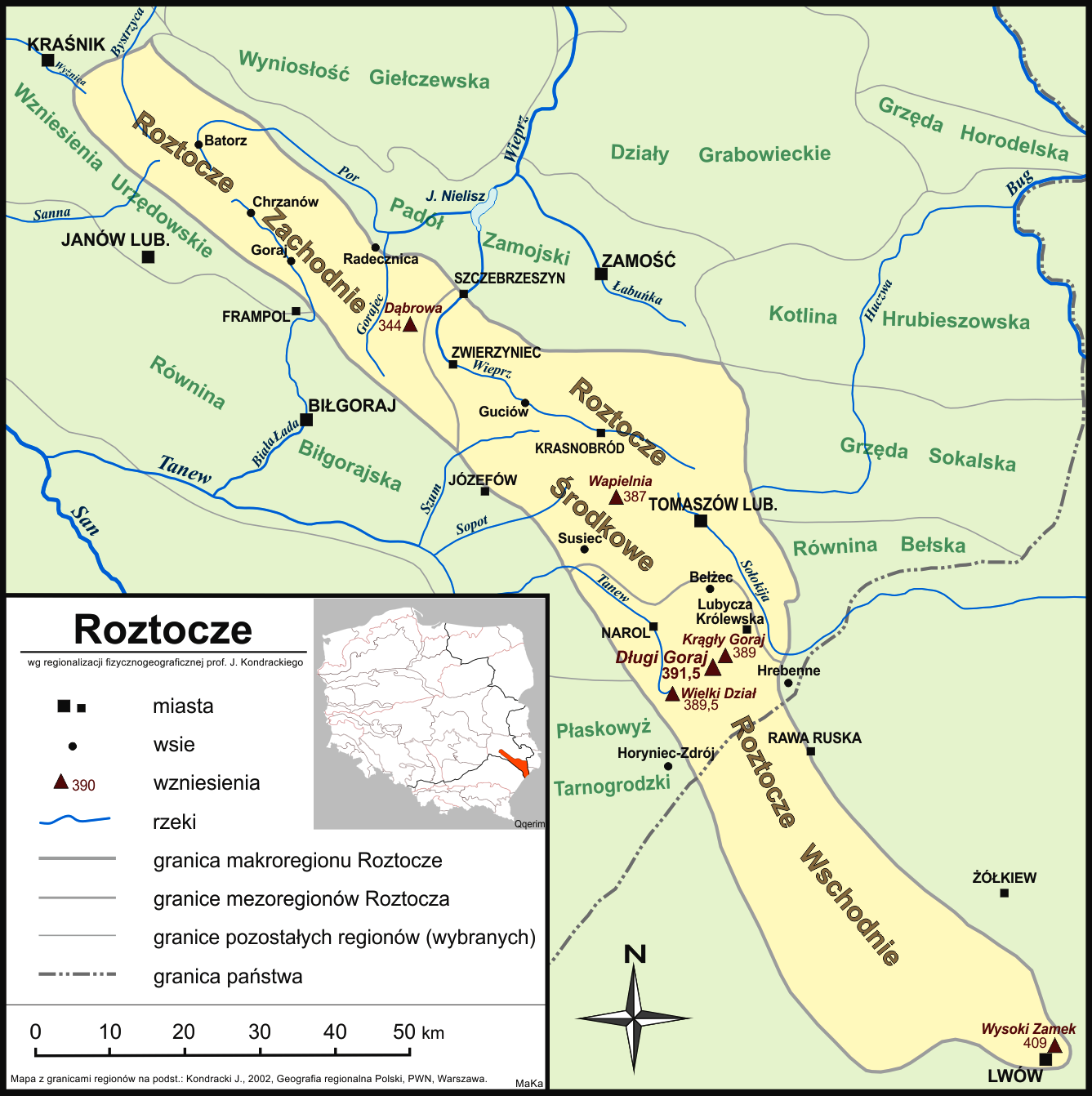
Grzęda Sokalska na mapie Roztocza

Grzęda Sokalska (851.13) – mezoregion fizycznogeograficzny w południowo-wschodniej Polsce i na Ukrainie, stanowiący ciąg wzniesień o charakterze garbów (zwanych grzędą). To skrajnie zachodni fragment Wyżyny Wołyńskiej. Region przecina górny Bug i rzeka Huczwa. Wschodnim przedłużeniem Grzędy Sokalskiej jest Pasmo Pełczańskie. 
Region jest grzędą osiągającą wysokość bezwzględne od 240 do 260 m n.p.m., zbudowaną z utworów górnej kredy pokrytych warstwą lessów o miąższości dochodzącej do 20 metrów. Ze względu na wykształcenie urodzajnych gleb w typie czarnoziemów, Grzędę Sokalską charakteryzuje rozwinięte rolnictwo. Są tu też niewielkie obszary leśne.
Główną miejscowością na obszarze Grzędy Sokalskiej jest Sokal na Ukrainie. Po stronie polskiej na terenie regionu leżą m.in. Tyszowce, Łaszczów, Rachanie, Dołhobyczów i Chłopiatyn, oraz na pograniczu Komarów-Osada.